# Eulytin
Eulytin ist ein selten vorkommendes Mineral aus der Mineralklasse der „Silicate“ mit der chemischen Formel Bi4[SiO4]3. Eulytin ist damit chemisch gesehen ein Bismut(III)-Silicat.
Das Mineral kristallisiert im kubischen Kristallsystem und entwickelt isometrische Kristalle bis zu 2 mm Größe, deren tragende Form das Tetraeder oder ein Tristetraeder ist. Verbreitet sind ferner konzentrisch-faserige, kugelige Aggregate, die früher als Agricolit bezeichnet worden sind.

## Etymologie und Geschichte

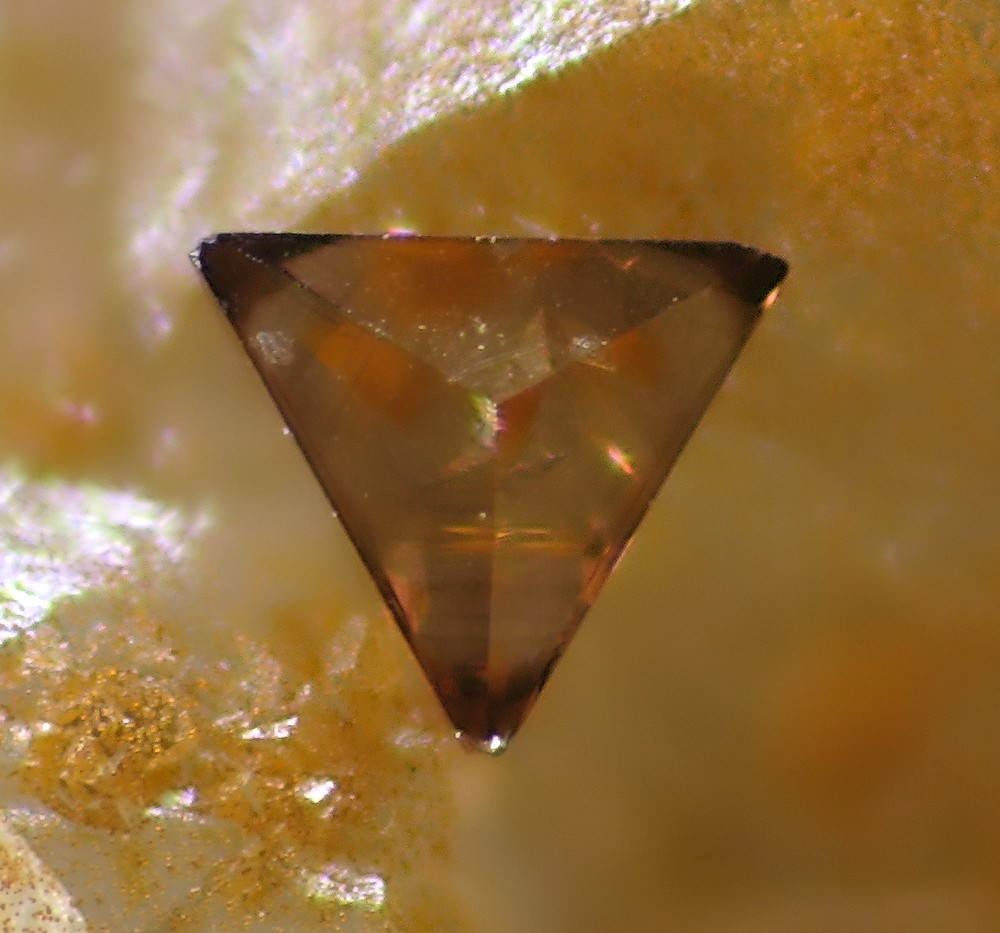
Eulytin auf Quarz aus Schneeberg im Erzgebirge (Sichtfeld: 1,5 mm)

Die Entdeckungsgeschichte des Eulytins ist etwas kompliziert, da das Mineral von August Breithaupt zu Beginn des 19. Jahrhunderts innerhalb von wenigen Jahren dreimal unter verschiedenen Namen beschrieben wurde.
Die erste Beschreibung nahm Breithaupt als Eulytin in Form von aufgewachsenen Kugeln mit glänzender Oberfläche vor. Eine zweite Beschreibung erfolgte unter dem Namen Wismuthblende, worin Breithaupt mitteilte, dass er das Mineral schon seit Jahren kannte, es aber immer für Sphalerit gehalten hatte. Erst 1826 hatte er von Obereinfahrer Scheidhauer in Schneeberg Material mit Kristallen vom „Neuglücker Stollnort der Kalbe Fdgr. bei Schneeberg im Erzgebirge“ erhalten, welches „mit Quarz, Wismuthoker, selten von gediegenem Wismuth begleitet“ auftrat und eine mineralogische Charakterisierung ermöglichte. Noch länger (seit ca. 1819) kannte Breithaupt ein Vorkommen von Wismuthblende mit „Kobaltblüthe auf einem Gemenge von Kobaltkies, Quarz und Wismuth“ von der Grube Gesellschaft bei Schneeberg.
Eine dritte Beschreibung führte Breithaupt in Abraham Gottlob Werners letztem Mineralsystem unter dem Namen Arsenik-Wismuth durch:

„Durch den Arsenik-Wismuth ist dem Wismuth-Geschlecht eine interessante neue Gattung zugewachsen, welche noch gar nicht bekannt ist, aber auch eine mineralische Seltenheit zu seyn scheint. Es ist durch folgende Kenzeichen charakterisirt: Von Farbe dunkel haarbraun, von Gestalt eingesprengt und in kleinen aufgewachsenen Kugeln und Halbkugeln. Aeusserlich mat und zum Theil mit einem weislichen Uiberzug; inwendig wenigglänzend bis starkschimmernd, von einer Art des Fetglanzes. Der Bruch ist undeutlich faserig, büschel- und sternförmig aus einander laufend, verläuft sich aber auch ins dichte unebene. Er dürfte in splittrige und keilförmige Bruchstükke springen; zeigt deutliche Anlage zu sehr dün- und konzentrisch krumschaligen abgesonderten Stükken, überhaupt zur Glaskopfstruktur; ist weich, etwas spröde, wahrscheinlich leicht zerspringbar und schwer.

Der Arsenik-Wismuth hat im Aeussern wol eine ziemliche Verwandtschaft mit der fasrigen braunen Blende (Schalenblende), ist jedoch immer sehr wesentlich davon, durch Farbe, Weiche, etc. verschieden. […] Die schönsten Abänderungen sind, mit Quarz und Hornstein brechend, von Neuglück zu Schneeberg, andere von Adam Heber ebendaselbst. B.“

Das oben stehende Zitat stellt streng genommen die Erstbeschreibung für den Eulytin dar, wobei der Name einerseits und die Beschreibung andererseits aus zwei verschiedenen Abschnitten derselben Veröffentlichung stammen. Der von Breithaupt stammende Name Eulytin bezieht sich auf das griechische Wort εύλυτος [eulytos] für „leicht schmelzbar“ und zielt darauf, dass sich das Mineral vor dem Lötrohr „ungemein schnell zu einer ziemlich durchscheinenden Glasperle“ schmelzen lässt.
Als Typlokalität für das Mineral wird das Neuglücker Stollnort in der Kalbe Fundgrube, Schneeberg, Erzgebirge, Sachsen, angegeben. Typmaterial existiert laut Typmineralkatalog Deutschland nicht, soll aber nach Angaben im Handbook of Mineralogy im Mineralogischen Institut der Technischen Universität Bergakademie Freiberg in Deutschland unter Nr. 80824 aufbewahrt werden.
Nur kurze Zeit nach seiner Beschreibung der Wismuthblende hatte Breithaupt die Identität der drei Minerale Eulytin, Wismuthblende und Arsenik-Wismuth erkannt. Später hat Friedrich August Frenzel das wieder in Frage gestellt. Er fasste ein in Johanngeorgenstadt in Form von kleinen Kugeln oder Halbkugeln von radialfaseriger Struktur oder konzentrisch-faserige Aggregate gefundenes Mineral als monoklinen Polymorph von Eulytin auf und beschrieb ihn als neues Mineral Agricolit. Erst Clifford Frondel hat die endgültige Identität zwischen dem in Kristallen auftretenden Eulytin und dem charakteristische Aggregate bildenden Agricolit festgestellt.

## Klassifikation
In der veralteten, aber teilweise noch gebräuchlichen 8. Auflage der Mineralsystematik nach Strunz gehörte der Eulytin zur Mineralklasse der „Silikate und Germanate“ und dort zur Abteilung der „Inselsilikate (Nesosilikate)“ wo er als einziges Mitglied die unbenannte Gruppe VIII/A.12 bildet.
Die seit 2001 gültige und von der IMA verwendete 9. Auflage der Strunz’schen Mineralsystematik ordnet den Eulytin ebenfalls in die Klasse der „Silikate und Germanate“ und dort in die Abteilung der „Inselsilikate (Nesosilikate)“ ein. Diese Abteilung ist allerdings inzwischen präziser unterteilt nach dem Vorhandensein weiterer Anionen und der Koordination der Kationen, so dass das Mineral entsprechend seinem kristallchemischen Aufbau in der Unterabteilung der „Inselsilikate ohne zusätzliche Anionen; Kationen in oktaedrischer [6]er- und gewöhnlich größerer Koordination“ zu finden ist, wo es als einziges Mitglied die unbenannte Gruppe 9.AD.40 bildet.
Auch die vorwiegend im englischen Sprachraum gebräuchliche Systematik der Minerale nach Dana ordnet den Eulytin in die Klasse der „Silikate und Germanate“ und dort in die Abteilung der „Inselsilikate“ ein. Hier ist er als einziges Mitglied in der unbenannten Gruppe 51.05.04 innerhalb der Unterabteilung Inselsilikate: SiO4-Gruppen nur mit Kationen in >[6]-Koordination zu finden.

## Kristallstruktur
Eulytin kristallisiert im kubischen Kristallsystem in der Raumgruppe I43d (Raumgruppen-Nr. 220), mit dem Gitterparametern a = 10,30 Å sowie vier Formeleinheiten pro Elementarzelle.
Die Kristallstruktur von Eulytin besteht aus BiO3-Pyramiden mit Bi an der Pyramidenspitze sowie isolierten SiO4-Tetraedern, die ein über gemeinsame Ecken verbundenes Gerüst bilden. Bi ist ferner in größeren Distanzen durch 3+3 O-Atome koordiniert. Ein natürliches, mit dem Eulytin isostrukturelles Mineral ist nicht bekannt. Strukturell identisch sind hingegen einige synthetische Verbindungen wie z. B. Bismutgermanat Bi4(GeO4)3.

## Eigenschaften

### Morphologie
Eulytin bildet in Schneeberg bis 2 mm große, durch Vorherrschen von {111} tetraedrische oder {211} tristetraedrische Kristalle, deren Kanten durch den großen Flächenreichtum gerundet erscheinen können. Die wichtigsten an ihnen beobachteten Flächenformen sind der Würfel {100}, das Tetraeder {111}, das Rhombendodekaeder {110} sowie die Tristetraeder {211} und {211}. Die Kristalle sind entweder einzeln aufgewachsen oder treten zu kugeligen Gruppen zusammen. Charakteristisch sind (multiple) Penetrationszwillinge nach (100). Der ursprünglich als Agricolit bezeichnete Eulytin aus Johanngeorgenstadt bildet kleine Kugeln, die sich bei Vergrößerung in eine Gruppe vollkommen abgerundeter Kryställchen auflösen, Halbkugeln von radialfaseriger Struktur oder konzentrisch-faserige Aggregate. Schwarze Eulytine aus Schneeberg bilden rabenschwarze Sphäroide, aus deren Oberfläche dreikantige Ecken, welche dem Tristetraeder {211} entsprechen, ragen. Diese Kugeln erreichen Durchmesser von bis zu 1,2 cm.

### Physikalische und chemische Eigenschaften
Die Farbe der Kristalle und Aggregate des Eulytin ist in Schneeberg nelkenbraun bis rötlichbraun sowie wachsgelb. Die kugeligen Aggregate aus Schneeberg sind schwärzlichbraun und bräunlichschwarz, können aber auch völlig schwarz sein. Die Farbe der kugeligen Aggregate aus Johanngeorgenstadt wird als weingelb, farblos und vollkommen wasserhell beschrieben.
Im Durchlicht ist Eulytin farblos bis blassbraun. Die Strichfarbe des durchsichtigen bis opaken Eulytins ist dagegen weiß bis gelblichgrau. Die Eulytinkristalle weisen einen harz- bis diamantähnlichen Glanz auf.
Das Mineral zeigt eine sehr unvollkommene Spaltbarkeit nach der Basis {110}, bricht aber aufgrund seiner Sprödigkeit ähnlich wie Glas oder Quarz, wobei die Bruchkanten muschelig bis uneben ausgebildet sind. Mit einer Mohshärte von 5,5 – 6 gehört Eulytin zu den mittelharten Mineralen, die sich etwas leichter als das Referenzmineral Orthoklas mit einer Stahlfeile ritzen lassen. Die berechnete Dichte des Minerals liegt bei maximal 6,76 g/cm3.
Vor dem Lötrohr auf Kohle lässt sich Eulytin sehr leicht schmelzen (Name!), in Salzsäure wird er sehr leicht zersetzt.

## Modifikationen und Varietäten
Lange Zeit wurde die Verbindung Bi4[SiO4]3 für dimorph (kubischer Eulytin, monokliner Agricolit) gehalten, bis sich beide Minerale 1943 als identisch erwiesen haben. Trotzdem werden die kugeligen Eulytine mit radialstrahliger oder konzentrischer Struktur auch heute noch als Varietät Agricolit bezeichnet.

## Bildung und Fundorte

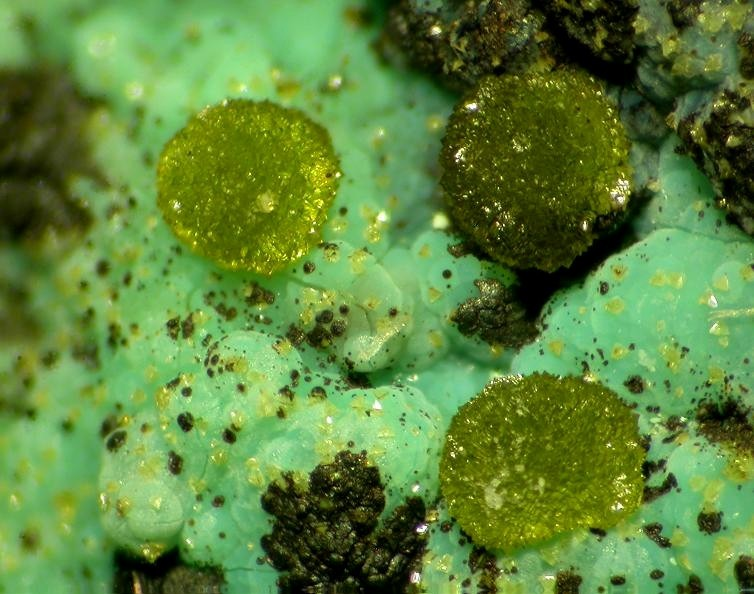
Kugelige Aggregate aus Eulytin-Kristallen auf Chrysokoll aus dem Steinbruch Hechtsberg (Sichtfeld: 4 mm)

Eulytin ist ein seltenes Alterationsprodukt primärer Bismutminerale und bildet sich sekundär in der Oxidationszone von hydrothermalen bismuthaltigen Erzlagerstätten, ist daneben auch aus Granitpegmatiten bekannt.
Auf den Schneeberger Gruben ist Eulytin vergesellschaftet mit Bismutit und Quarz und kann ferner von gediegen Bismut, Atelestit, Pucherit, Walpurgin, Beyerit, Erythrin und Nickel-Skutterudit begleitet werden. Begleitminerale im Steinbruch Hechtsberg bei Hausach sind Namibit, Chrysokoll und Quarz. In anderen Lagerstätten u. a. mit Chalkosin, Bismit, Klinobisvanit und Mrazekit.
Als seltene Mineralbildung ist Eulytin nur von wenigen Fundorten beschrieben worden, kann aber an einigen Lokalitäten zum Teil etwas häufiger sein. Bisher (Stand 2016) sind rund 70 Fundorte bekannt.
In Schneeberg ist Eulytin aus den Gruben „Adam Heber“, „Daniel“, „Gesellschaft“, „Güldener Falk“, „Hoffnung“, „Junge Kalbe“, „Pucher-Schacht“, „Sauschwart“, „Siebenschlehen“, „Weißer Hirsch“, „Weinstock“ und „Weißhäuptel“ bekannt. Er kam ferner auf den Gruben „Vereinigt Feld“ und „Schaarschacht“ bei Johanngeorgenstadt sowie „Stamm Asser“ und „Gottes Geschick“ am Graul bei Schwarzenberg (alle Erzgebirge, Sachsen) vor. Bekannte Fundorte im Schwarzwald (Baden-Württemberg) sind der „Steinbruch Hechtsberg“ bei Hausach und die Grube Clara im Rankach-Tal bei Oberwolfach.
Aus der Wiesbachrinne, Habachtal, Hohe Tauern, Salzburg, Österreich, und den Steinbrüchen von Iragna, Bezirk Riviera, Tessin, Schweiz. Aus Dognecea bei Ocna de Fier (Vaskö), Banat, Kreis Caraș-Severin, Rumänien. Aus den Gruben „Elias“, „Adam“ und „Rovnost“, alle Jáchymov, aus Horní Slavkov (Schlaggenwald), (alle Krušné Hory) sowie aus Smrkovec (Schönficht), Slavkovský les, Tschechien. In Frankreich aus dem Gebiet Blienschwiller – Dambach-la-Ville, Sélestat, Bas-Rhin, sowie aus Heidenbach bei Munster und dem Brézouard-Massiv bei Sainte-Marie-aux-Mines (Markirch), beide Haut-Rhin, alle Elsass. Aus den Buckbarrow Beck Veins, Waberthwaite, Southern Fells, Cumbria, England, Vereinigtes Königreich. Aus dem Sn-W-Vorkommen von Syuigachan, Erzdistrikt Badzhalski, Region Chabarowsk, Ferner Osten, Russland.
In den Vereinigten Staaten fand man Eulytin unter anderem in der „Elizabeth R. Mine“ am Chief Mountain, Pala District im San Diego County und der „Blue Bell Mine“ bei Baker, Soda Lake Mts, San Bernardino County, Kalifornien sowie der „Linka Mine“ im Spencer Hot Springs District, Lander County, Nevada.
Aus der Evans-Lou Mine am Lac Saint-Pierre, Outaouais, Québec, Kanada. In Australien kennt man das Mineral aus dem Wombat Hole Prospect in der Morass Creek Gorge, Benambra, Victoria, und der Biggenden Mine im Biggenden Shire, Queensland.
Weitere Fundorte wurden aus Australien, China, Tschechien, Frankreich, Deutschland, Japan, Nepal, Polen, Russland, Spanien und Tadschikistan bekannt.

## Verwendung
Eulytin mit Endgliedzusammensetzung besteht zu etwa 84 % aus Bi2O3 und zu etwa 16 % aus SiO2. Aufgrund seiner Seltenheit ist das Mineral als Rohstoff für Bismut technisch völlig unbedeutend, stellt jedoch für den Sammler ein begehrtes Mineral dar.